# Coming an' Going
Pour plus de détails, voir Fiche technique et Distribution.
Coming an' Going est un film américain réalisé par Richard Thorpe, sorti en 1926.

## Synopsis
Bill Martin, un conducteur de bétail, se réveille à l'hôtel avec Rose, la fille d'un banquier et se retrouve forcé de l'épouser, malgré les réticences de la mère de Rose qui le considère inférieur à sa condition. Mais après qu'il l'a sauvée d'un incendie, elle change d'opinion.

## Fiche technique
- Titre original : Coming an' Going
- Réalisation : Richard Thorpe
- Scénario : Richard Thorpe[1]
- Société de production : Action Pictures
- Société de distribution : Weiss Brothers Artclass Pictures
- Pays de production :  États-Unis
- Langue originale : anglais
- Format : noir et blanc — 35 mm — 1,37:1 — Film muet
- Genre : Western
- Durée : 5 bobines - 1 463 m
- Date de sortie :
  - États-Unis : 13 mars 1926

## Distribution
- Jay Wilsey : Bill Martin
- Belva McKay : Rose Brown
- Harry Todd : Andy Simms
- Hal Thompson : James Bryce Brown
- Mathilde Brundage : Mme Brown